# Данина
Данина́ (укр. Данина, в 1920-2016 гг — укр. Данине) — село в Нежинском районе Черниговской области Украины. Население 1022 человека. Занимает площадь 3,738 км².
Код КОАТУУ: 7423383601. Почтовый индекс: 16660. Телефонный код: +380 4631.

## Власть
Орган местного самоуправления — Данинский сельский совет. Почтовый адрес: 16660, Черниговская обл., Нежинский р-н, с. Данино, ул. Петровского, 1.

## История
В XIX веке село Данина было в составе Володьково-девицкой волости Нежинского уезда Черниговской губернии. В селе была Степановская церковь. Священнослужители Степановской церкви:
- 1802 - священник Петр Греченко
- 1808-1831 - священник Петр Иванович Греченко
- 1808-1831 - диакон Алекей Григорьевич Здравый

7 сентября 2016 селу возвращено историческое название — Верховная Рада Украины постановила переименовать село Данино Нежинского района Черниговской области на село Данина.